# Marcin Dorocinski
Marcin Grzegorz Dorociński (sinh ngày 22 tháng 6 năm 1973) là một diễn viên điện ảnh, diễn viên truyền hình và diễn viên sân khấu người Ba Lan.

## Sự nghiệp
Marcin Dorociński tốt nghiệp Học viện nghệ thuật sân khấu quốc gia Aleksander Zelwerowicz ở Warsaw vào năm 1997. Anh từng diễn xuất trên sân khấu của Nhà hát Kịch và Nhà hát Ateneum ở Warsaw.
Vai diễn trong phim Pitbull của đạo diễn Patryk Vega mang về cho Marcin Dorociński Giải thưởng Zbyszek Cybulski vào năm 2005. Năm 2011, với vai diễn trong phim Róża, anh được trao Giải thưởng Sư tử vàng tại Liên hoan phim Gdynia. Năm sau, Marcin Dorociński được trao Giải thưởng Paszport Polityki. Ngoài ra, anh còn giành được giải thưởng Nam diễn viên chính xuất sắc nhất IFFI tại Liên hoan phim quốc tế lần thứ 43 của Ấn Độ.

## Đời tư
Marcin Dorociński kết hôn với nhà thiết kế bối cảnh Monika Sudół. Cặp đôi có một cậu con trai tên là Stanisław (sinh năm 2006) và một con gái tên là Janina (sinh năm 2008).

## Thành tích nghệ thuật
- The Shaman (Szamanka, 1996)
- Two Killers (Kilerów 2-óch, 1997)
- Krugerandy (1999)
- Torowisko (1999)
- Przedwiośnie (2001)

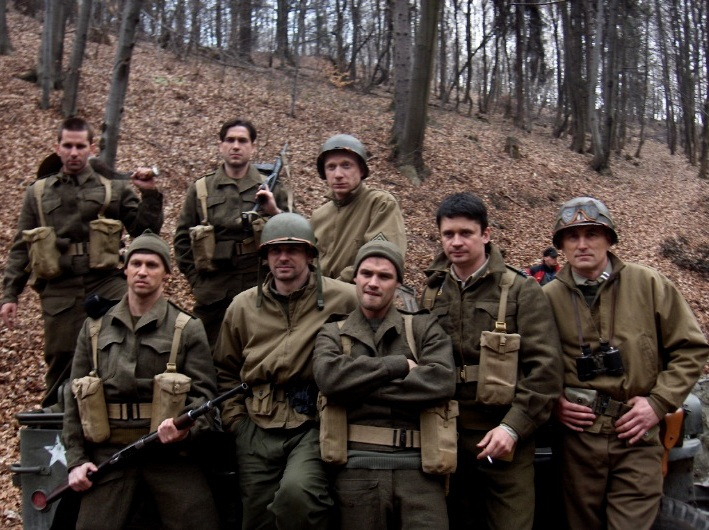
Marcin Dorociński với dàn diễn viên phim Mystery of the Codes Stronghold (2006).

- Where Eskimos Live (Tam, gdzie żyją Eskimosi, 2002)
- Sfora: Bez litości (2002)
- Nienasycenie (2003)
- Show (2003)
- Vinci (2004)
- 1409. Afera na zamku Barnstein (2005)
- Pitbull (2005)
- Dzisiaj jest piątek (2006)
- Francuski numer (2006)
- Wstyd (2006)
- We're All Christs (Wszyscy jesteśmy Chrystusami, 2006)
- Ogród Luizy (2007)
- Boisko bezdomnych (2008)
- Rozmowy nocą (2008)
- Idealny facet dla mojej dziewczyny (2009)
- Miłość na wybiegu (2009)
- Reverse (2009)
- Piątek trzynastego (2009)
- The Woman That Dreamed About a Man (Kvinden der drømte om en mand, 2010)
- Lęk wysokości (2011)
- Rose (2011)
- Jesteś Bogiem (2011)
- Obława (2012)
- Miłość (2012)
- Traffic Department (Drogówka, 2013)
- Spies of Warsaw (2013)
- The Mighty Angel (2014)
- Jack Strong (2014) - Jack Strong
- Pakt (2015-2016)
- Star Wars: The Force Awakens - Kylo Ren (lồng tiếng Ba Lan) (2015)
- Cape Town (2016)
- Anthropoid (2016) - Ladislav Vanék
- Hurricane (2018)